# Lena-Passage
Die Lena-Passage (russisch Проход Лена Prochod Lena) ist eine 800 m breite Meerenge zwischen dem Vetrov Hill an der Küste des ostantarktischen Königin-Marie-Lands und dem südwestlichen Teil der in der Davissee vorgelagerten Haswell-Inseln.
Sowjetische Wissenschaftler kartierten sie 1956 und benannten sie nach ihrem Forschungsschiff Lena.